# Chilomycterus reticulatus
Chilomycterus reticulatus — вид з риби в роду Chilomycterus, який є частиною родини двозубові.

## Опис

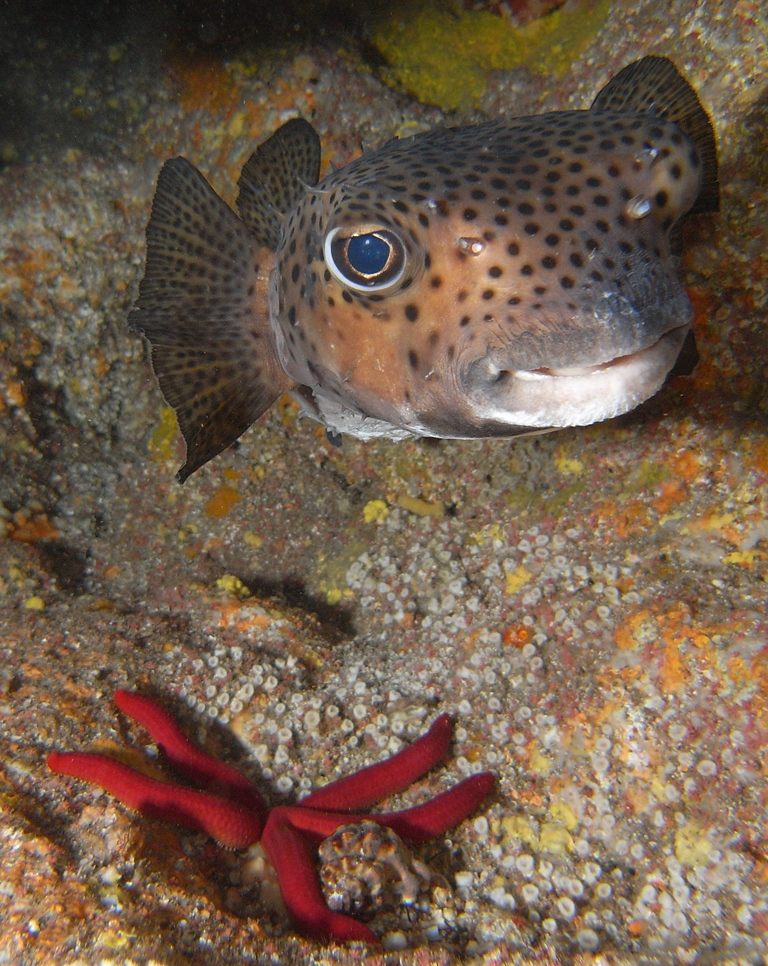
Chilomycterus reticulatus

Chilomycterus reticulatus має округле тіло, яке може роздуватися, з широкою тупою головою і великими очима. Зуби зрослися в папугоподібний дзьоб без лобової борозенки, а рот великий. У плавцях відсутні колючки і немає черевних плавців, спинний плавець має 12-14 променів, анальний плавець має 11-14 променів, хвостовий плавець має 10 променів і 19-22 промені у великих грудних плавцях. Тіло вкрите невеликими колючками, трикутними на поперечному перерізі, деякі з яких зведені до пластинок під шкірою. Від голови до спинного плавця є ряд з 8-10 шипів, а на хвостовій ніжці є один або два шипи.
Дорослі C. reticulatus мають колір від сірого до коричневого з чорною круглою смугою та невеликими чорними плямами на верхній поверхні та плавцях. Пелагічні молоді особини синього кольору з темними плямами зверху, плями доходять до живота. Вони виростають до стандартної довжини 50 см, але можуть бути і 75 см.

## Поширення та середовище існування

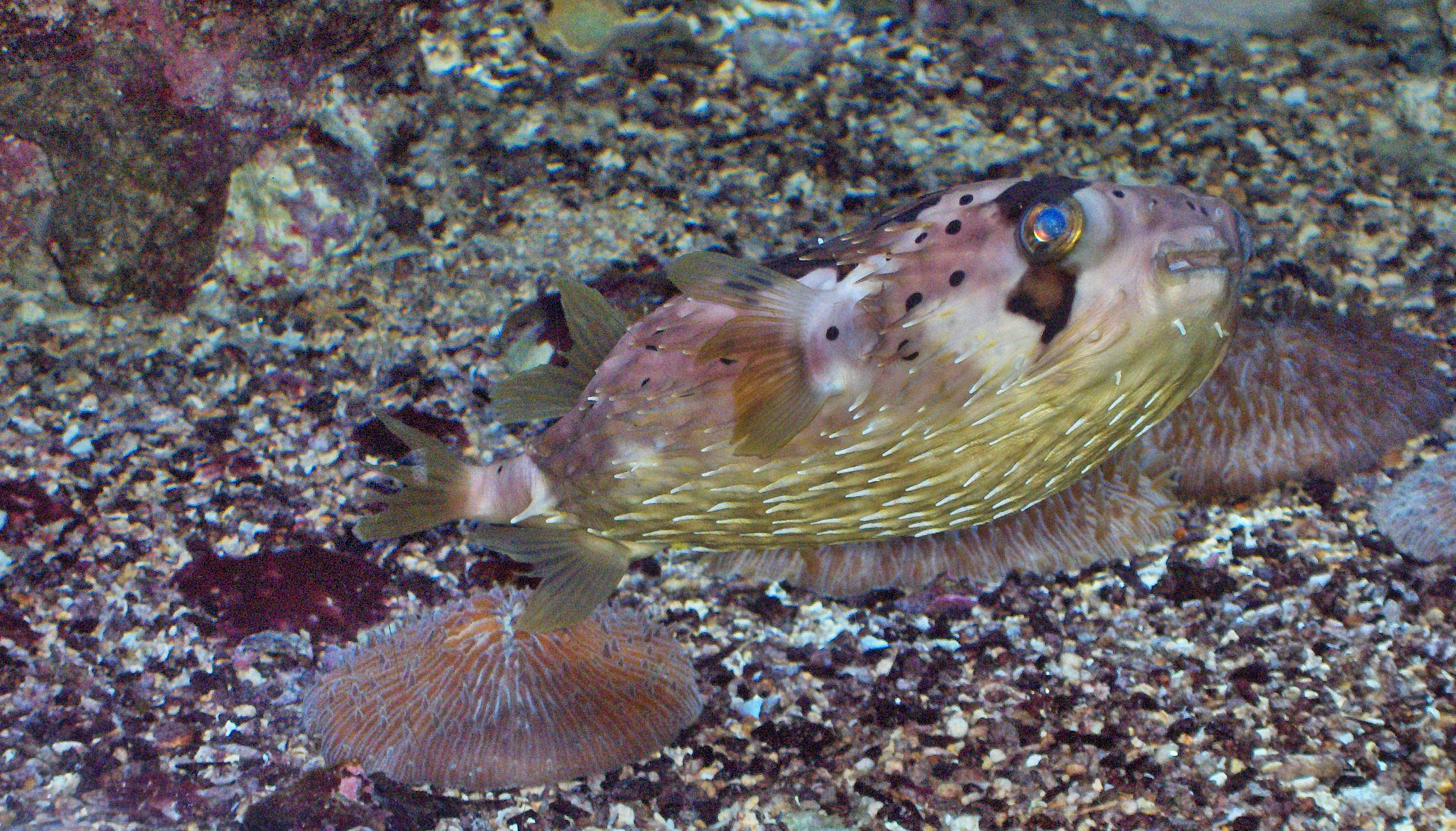

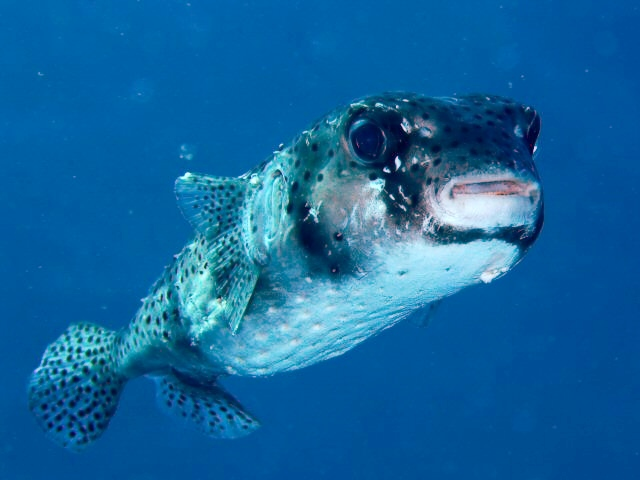

Chilomycterus reticulatus досить нерівномірно поширений у теплих помірних морях по всьому світу в Тихому, Атлантичному, включаючи Мексиканську затоку і Середземне море, а також Індійський океан. В Атлантиці вона сягає на північ до Північної Кароліни на заході та Португалії на сході та півдні до Південної Африки та Бразилії, в Індо-Тихоокеанському регіоні вона простягається на північ до Японії та на південь до північної Нової Зеландії та у східній частині Тихого океану. знайдено від півночі Чилі до Каліфорнії.
Chilomycterus reticulatus зустрічається серед коралових і скелястих рифів на глибині до 140 м, але його також ловили в тралах на більш м'яких субстратах. Зазвичай він зустрічається на глибині менше 25 м і харчується в основному безхребетними з твердим панциром, включаючи молюсків, голкошкірих і ракоподібних. Їх яйця та личинки є пелагічними, молодь часто зустрічається серед плаваючих бур'янів і стають придонними приблизно у 20 см. Дорослі особини активні вдень, а вночі сплять, притиснувшись до субстрату. Їх часто викидає на пляжі.